# Valentin Lazarov
Valentin Lazarov (in bulgaro Валентин Лазаров?; Sofia, 5 ottobre 1931 – 28 dicembre 2020) è stato un arbitro di pallacanestro bulgaro, membro del FIBA Hall of Fame dal 2013.

## Carriera
Intraprese la carriera arbitrale nel 1950 e nel 1958 esordì come internazionale. È stato nominato arbitro onorario dalla FIBA nel 1976, anno in cui è entrato a far parte del Comitato Tecnico.
In carriera ha preso parte a 20 fasi finali tra Europei e Mondiali.